# Wan Chai
Wan Chai (en chino: 灣仔區; pinyin: Wān zǎi qū; literalmente: «ensenada») es uno de los 18 distritos de la ciudad de Hong Kong, República Popular China. Está ubicado en la parte norte central de la isla de Hong Kong. Su área es de 10,56 kilómetros cuadrados y su población es de 152 000 (2011). Es una de las zonas más pobladas de acuerdo a su tamaño.

## Historia
La ceremonia de la entrega de Hong Kong del Reino Unido a la República Popular China se llevó a cabo en un lugar al norte de este distrito.
En mayo de 2009, 300 huéspedes y miembros del personal en el hotel Metropark de Wanchai, fueron puestos en cuarentena, sospechosos de estar infectados o en contacto con el virus H1N1 durante el brote de gripe porcina de 2009.

## Nombre
Wan Chai originalmente comenzó como Ha Wan (下環), que literalmente significa «un anillo de fondo» o «circuito inferior». Como una de las primeras áreas desarrolladas en Hong Kong. Central, Sheung Wan, Sai Wan y Wan Chai se conocen colectivamente como los cuatro aros (四環) por los habitantes locales. Wan Chai, literalmente, significa «ensenada» pero la zona ya no es una ensenada debido al desarrollo continuo de la ciudad.